# Omorgus lucidus
Omorgus lucidus is een keversoort uit de familie beenderknagers (Trogidae). De wetenschappelijke naam van de soort is voor het eerst geldig gepubliceerd in 2010 door Pittino.